# نيل كرايغ
نيل كرايغ (بالإنجليزية: Neal Craig)‏ هو لاعب كرة قدم أمريكية أمريكي، ولد في 21 أبريل 1948 في سينسيناتي في الولايات المتحدة.

## وصلات خارجية
- نيل كرايغ على موقع مرجع كرة القدم المحترفة.كوم (الإنجليزية)